# (32715) 5105 T-2
5105 T-2 (asteroide 32715) é um asteroide da cintura principal. Possui uma excentricidade de 0.20750920 e uma inclinação de 7.73244º.
Este asteroide foi descoberto no dia 25 de setembro de 1973 por Cornelis Johannes van Houten e Ingrid van Houten-Groeneveld e Tom Gehrels em Palomar.